# Station Ninove
Station Ninove is een spoorwegstation langs spoorlijn 90 (Jurbeke - Aat - Denderleeuw) in de stad Ninove. Het station heeft een parking en langs beide kanten van de spoorweg zijn overdekte fietsstallingen. In de loop van 2021 zullen de loketten hier hun deuren sluiten en zal het station een stopplaats worden.

## Stationsgebouw
Het oude stationsgebouw dateerde uit 1855. Net als de andere stations op de lijnen aangelegd door de Dendre-et-Waes werd voor het ontwerp een beroep gedaan op architect Jean-Pierre Cluysenaar. Zijn stationsconcepten zijn te verdelen in drie groepen; in volgorde van belangrijkheid zijn dit de stadsstations, de plattelandsstations en de 'gewone' halten. Voor Ninove werd geopteerd voor de grootste categorie, een stadsstation dus. Het gebouw was symmetrisch opgebouwd en bestond uit een hoog centraal, 3 traveeën tellend, gedeelte onder schilddak. Typerend waren de uitkragende torentjes met kantelen. Ook beide zijvleugels zaten onder een schilddak, de linkervleugel was iets langer dan de rechtervleugel. Het middelgedeelte bevatte dienstlokalen, de linkervleugel bracht de wachtzaal onder en rechts zat het goederenmagazijn. Er werd gebouwd met paepesteen uit Boom en arduin uit Zinnik (door de gebroeders Hartogs en Co, Antwerpse aannemers).
Het werd afgebroken op 14 november 1977, een dag voor het gebouw zou geklasseerd worden als monument. Aan de overkant van de sporen, op het andere perron, kon men tevens een wachthuisje in dezelfde stijl van het stationsgebouw terugvinden. Ook dit is reeds geruime tijd verdwenen, wanneer precies is niet geweten. Het kan alleszins niet na de sloop van het stationsgebouw geweest zijn.
In 1978, een jaar na de sloop van het oude station, werd een nieuw gebouw ingewijd. Het werd opgetrokken naar plannen van Jacques Devincke. Het betreft een zéér sobere laagbouw onder een plat dak. In het gebouw zijn onder meer dienstlokalen, lokethal (met bijbehorende wachtzaal) en stationsbuffet ("De Retard") ondergebracht. Er zijn ook sanitaire voorzieningen aanwezig, doch door aanhoudend vandalisme dient men tegenwoordig de sleutel bij het loket aan te vragen (na vertoon van identiteitskaart).

## Stationscomplex
Ninove bestaat uit 2 perronsporen, er zijn passeermogelijkheden voorzien. Beide perrons zijn vrijwel volledig verhard en sinds 2012 vernieuwd, ook de typische wachthokjes werden vervangen door de standaard wachthuisjes.
Om de sporen over te steken is in tegenstelling tot de meeste stations geen tunnel, maar een bruggetje voorzien. Boven de spoorlijn is een ijzeren balustrade aangebracht zodat geen voorwerpen op de sporen kunnen gegooid worden. Door enkel gebruik te maken van trappen is de overwegbrug vrijwel ontoegankelijk voor mindervaliden. Om dit te probleem te verhelpen zal er volgens Het Grote Treinrapport 2009 binnen niet afzienbare tijd een laadbrug geïnstalleerd worden. Verder ligt er ook nog een dienstoverweg, maar die is niet toegankelijk voor de reizigers.
De omgeving rondom het station is voornamelijk het resultaat van stedenbouwkundige ingrepen uit de jaren 70 van de 20e eeuw. Menigeen heeft het over een "kale asfaltvlakte" onder meer door het gebrek aan bomen en andere sfeerelementen.
Om gemakkelijk de overstap trein-bus te maken zijn er bij diverse station busterminals aangelegd. Ook Ninove beschikt over iets dergelijks. Wel zijn er geen bushokjes waardoor reizigers aan alle weerelementen worden blootgesteld. De terminal bevindt zich op het plein voor het stationsgebouw.
Zowel aan de stationszijde als aan de kant van de Tavernestraat is een fietsenstalling in gebruik. Die laatste is vrij recent en van het standaardtype 'Forever'. Waar tot 2009 de oude goederenkoer lag is nu een pendelaarsparking aangelegd. Dit om het nijpend tekort aan parkeerplaatsen een beetje op te vangen. In totaal beschikt Station Ninove nu over 2 parkings (aan de Tavernestraat ligt er reeds geruime tijd een parkeerterrein).

## Galerij

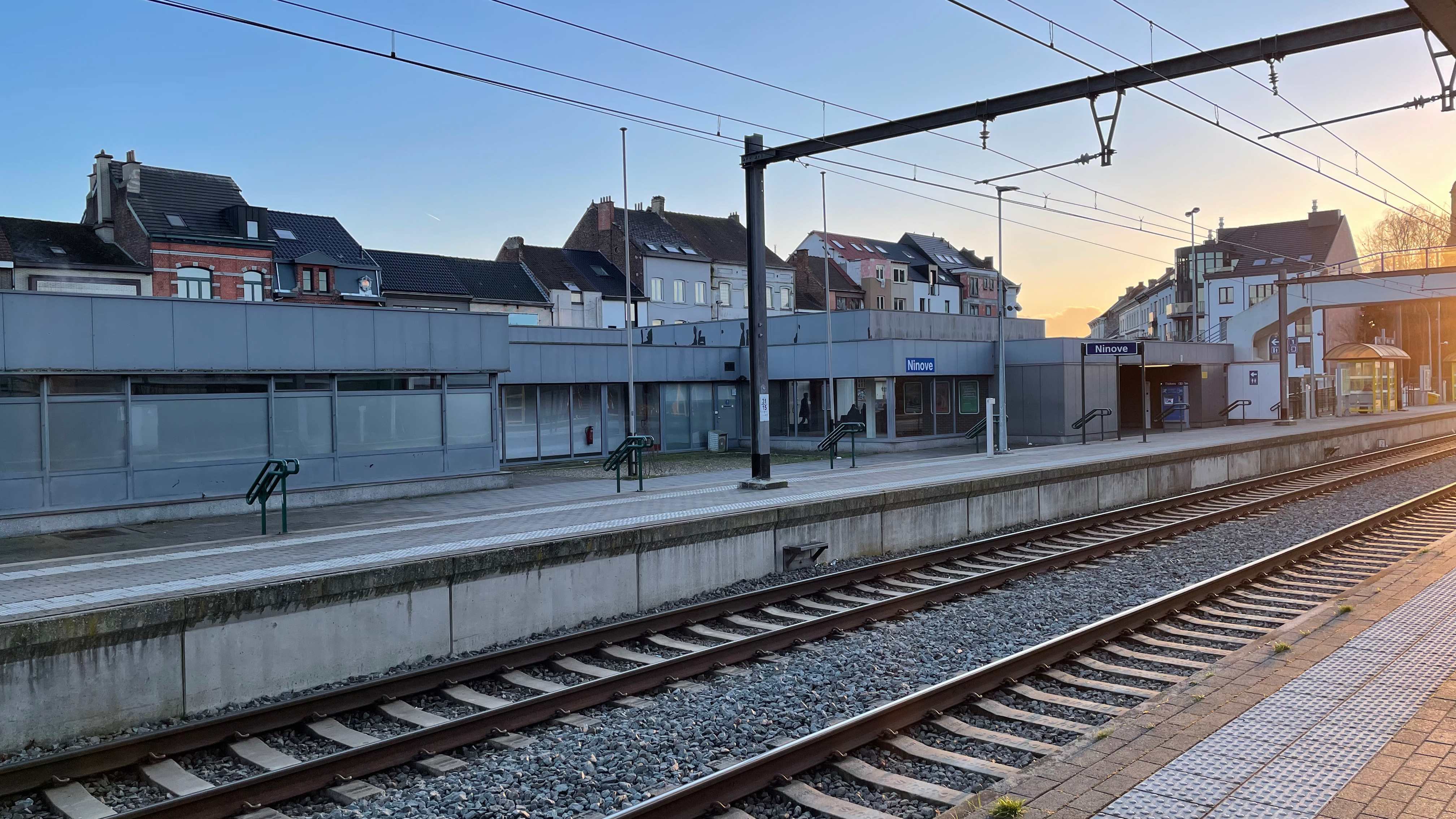
Zicht op het perron
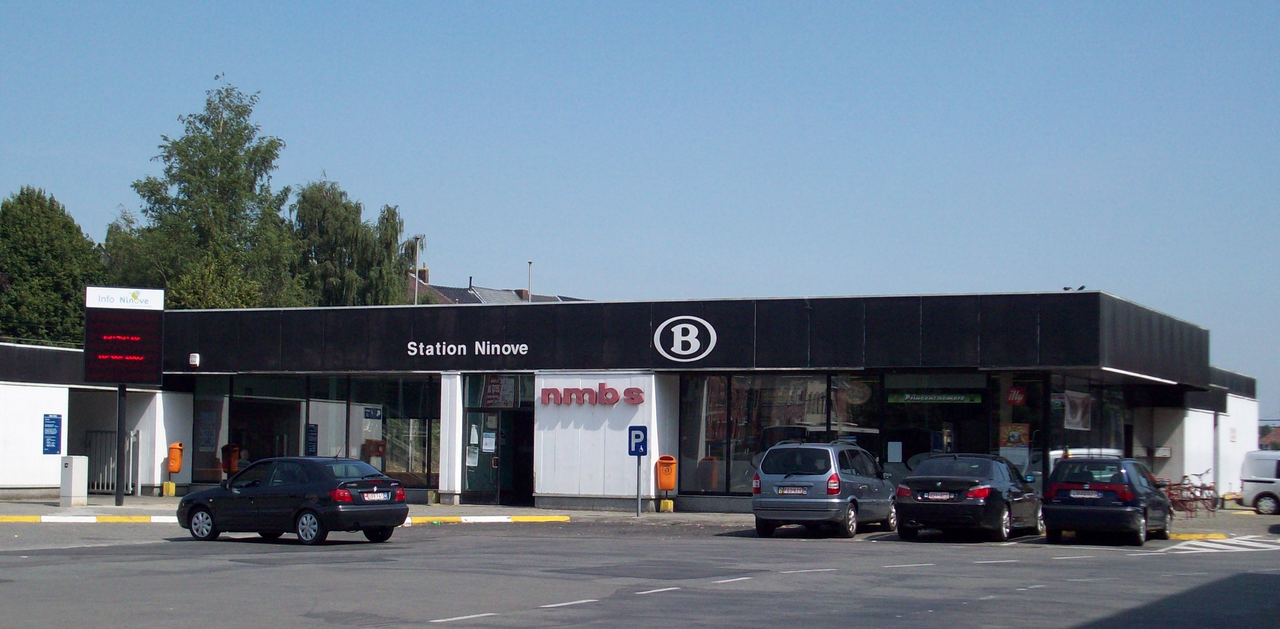
Het station in 2009
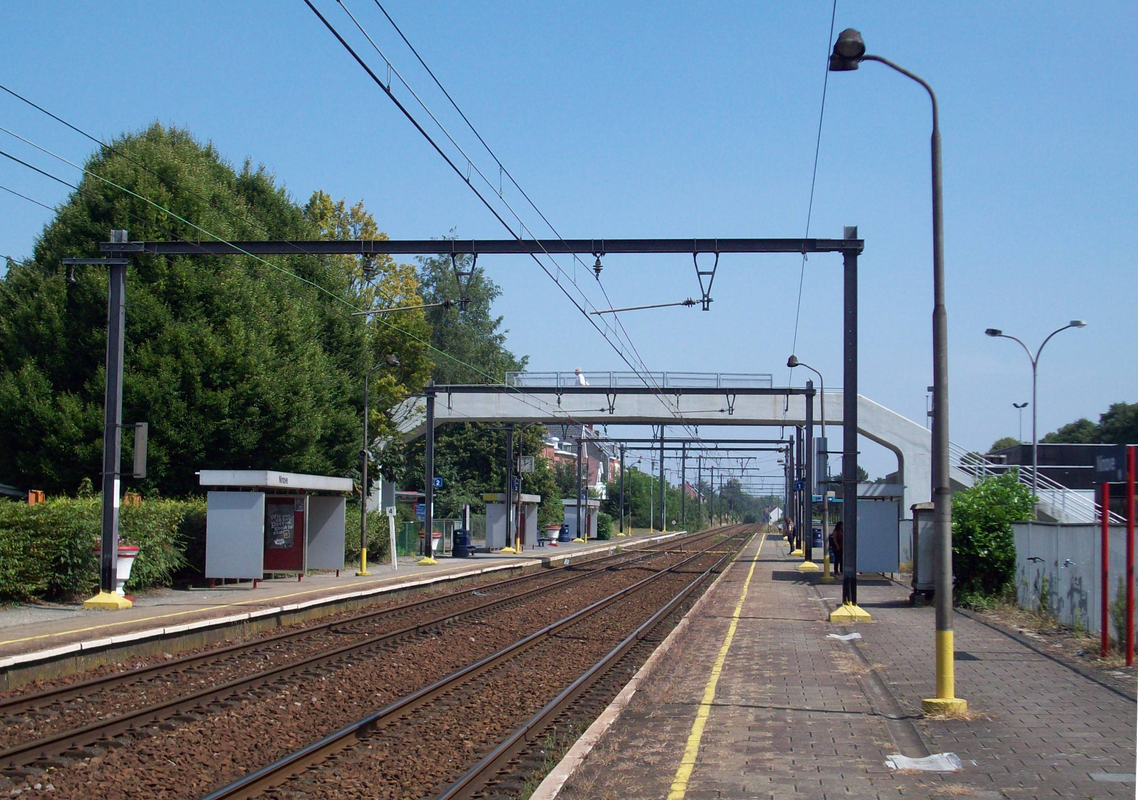
Zicht op de perrons, met overwegbrug op de achtergrond
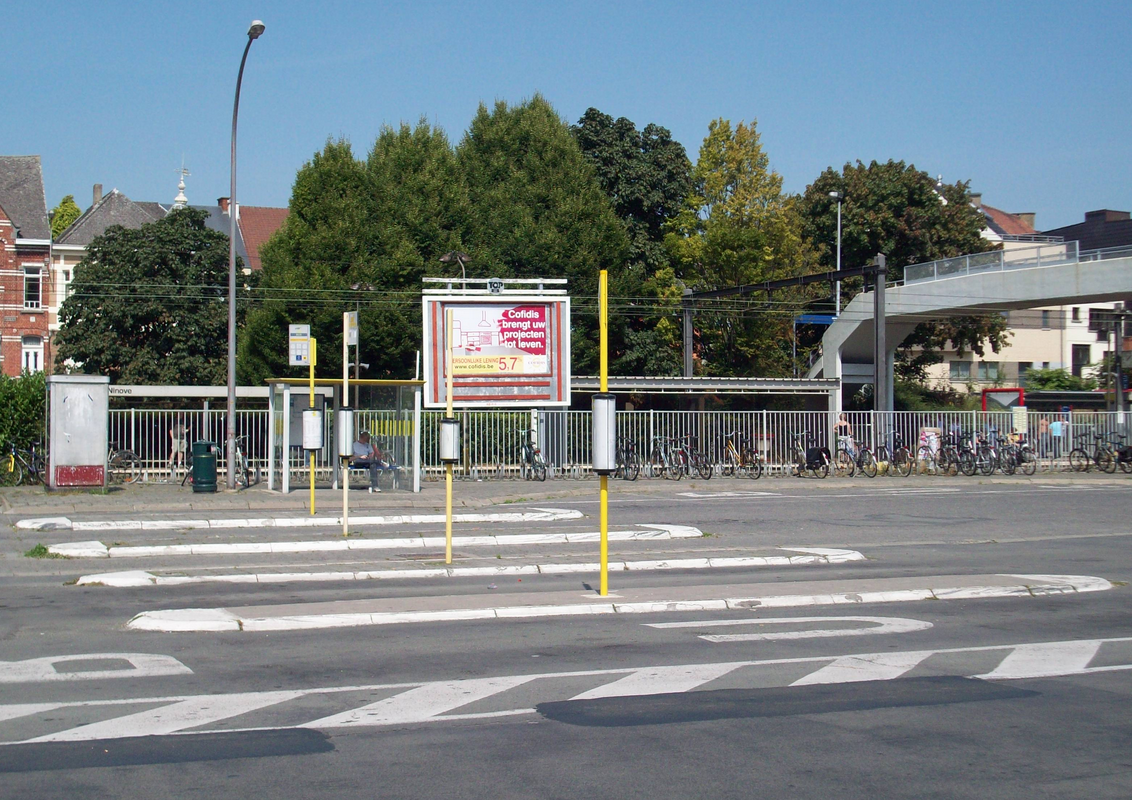
Busterminal
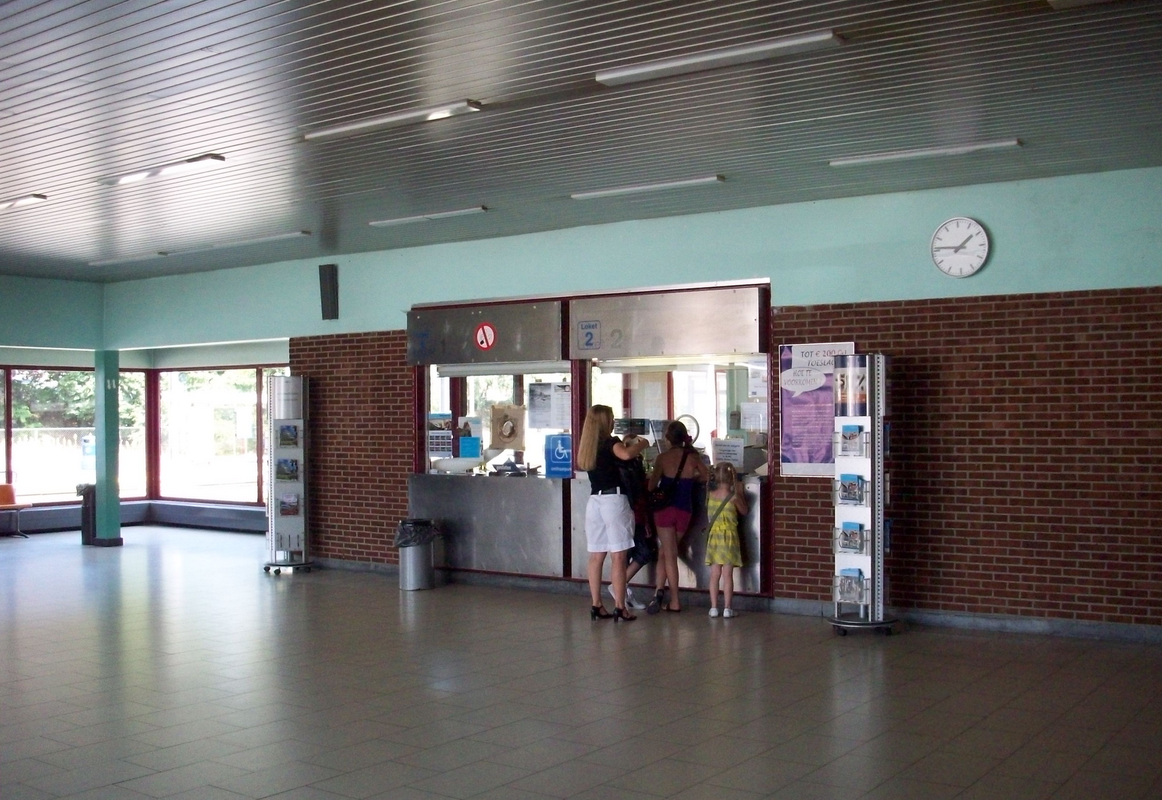
Lokethal
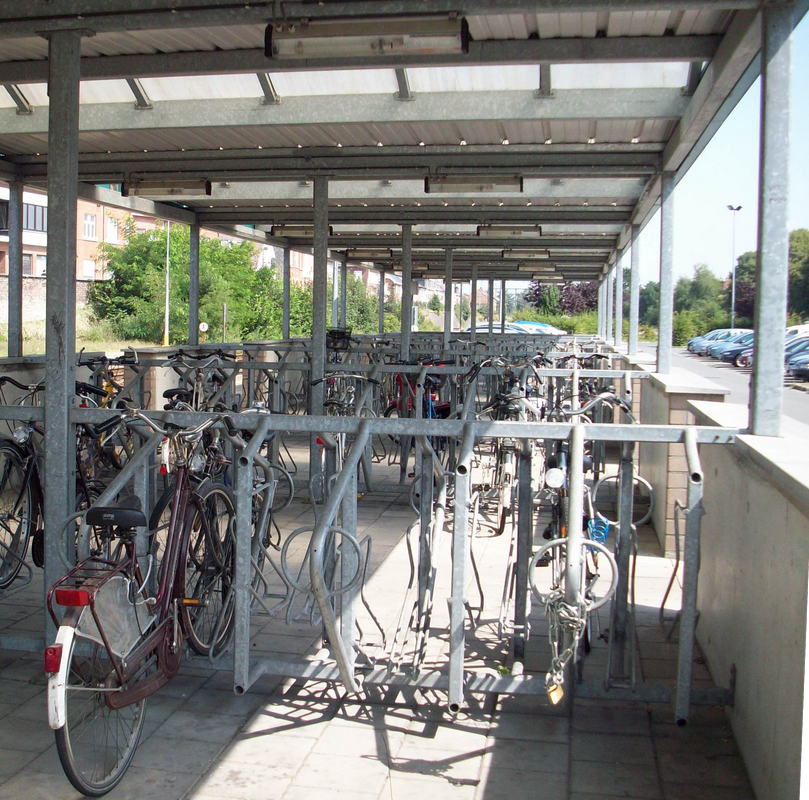
Fietsenstalling
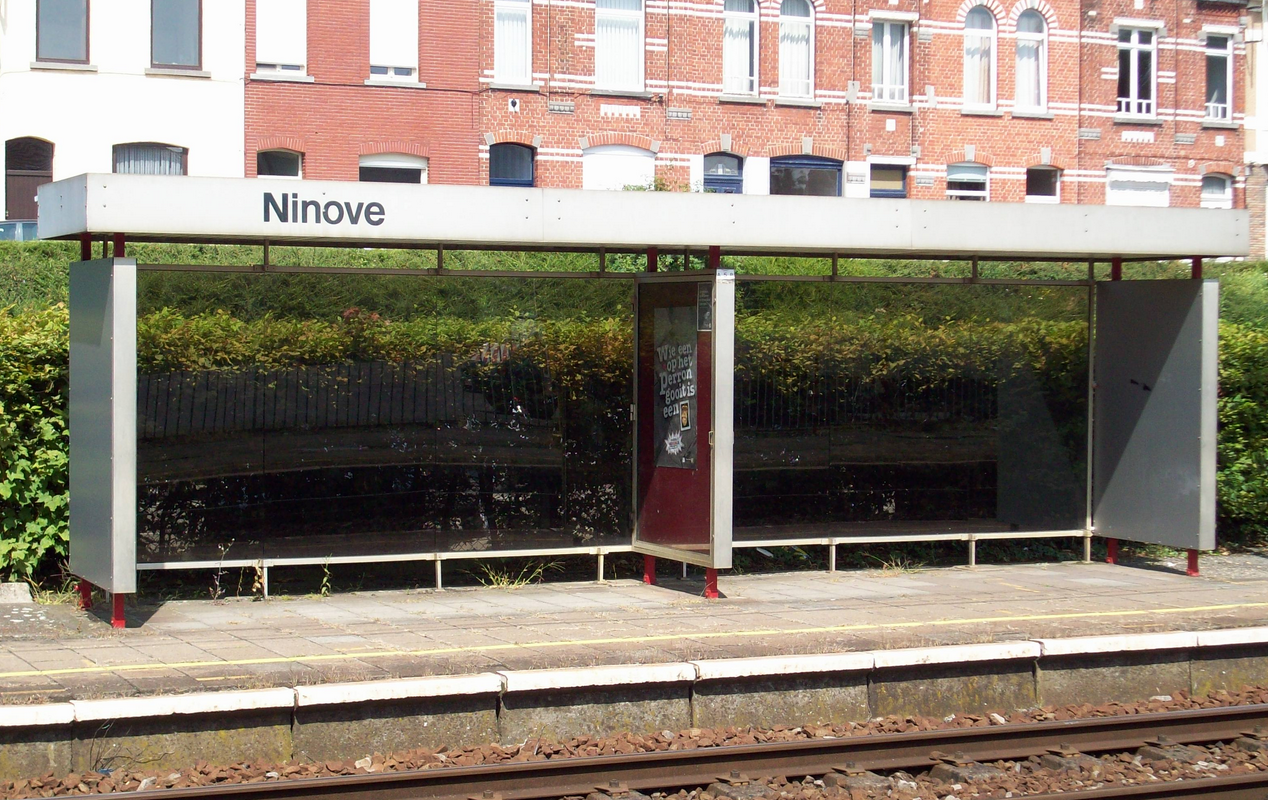
Wachthuisjes
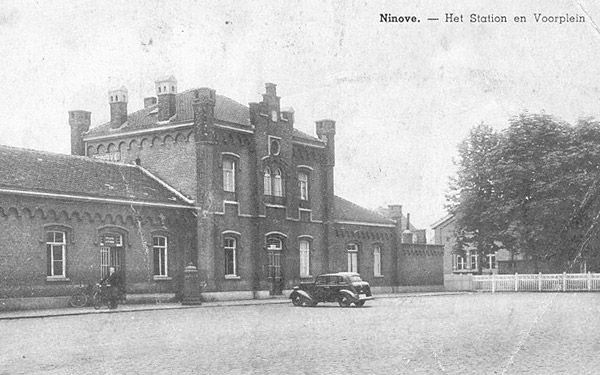
Postkaart Cluysenaarstation Ninove

## Treindienst
| Serie       | Treinsoort          | Route                                                     | Bijzonderheden                                                        |
| ----------- | ------------------- | --------------------------------------------------------- | --------------------------------------------------------------------- |
| S 6         | GEN (NMBS)          | Zottegem – Denderleeuw – Ninove – Geraardsbergen          | Rijdt alleen op werkdagen. Tijdens de spits een rit vanaf Oudenaarde. |
| P 7920/8920 | Piekuurtrein (NMBS) | Geraardsbergen – Ninove – Denderleeuw                     | Rijdt alleen op werkdagen.                                            |
| P 7970/8970 | Piekuurtrein (NMBS) | Geraardsbergen – Ninove – Denderleeuw – Gent-Sint-Pieters | Rijdt alleen op werkdagen.                                            |

## Reizigerstellingen
De grafiek en tabel geven het gemiddeld aantal instappende reizigers weer op een week-, zater- en zondag.
| Tabel: aantal instappende reizigers station Ninove | Tabel: aantal instappende reizigers station Ninove | Tabel: aantal instappende reizigers station Ninove | Tabel: aantal instappende reizigers station Ninove |
|                                                    | Weekdag                                            | Zaterdag                                           | Zondag                                             |
| -------------------------------------------------- | -------------------------------------------------- | -------------------------------------------------- | -------------------------------------------------- |
| 1977                                               | 1 968                                              | 285                                                | 226                                                |
| 1978                                               | 2 232                                              | 372                                                | 219                                                |
| 1979                                               | 1 994                                              | 252                                                | 242                                                |
| 1980                                               | 2 053                                              | 220                                                | 248                                                |
| 1981                                               | 1 993                                              | 228                                                | 307                                                |
| 1982                                               | 2 278                                              | 245                                                | 175                                                |
| 1983                                               | 2 112                                              | 218                                                | 227                                                |
| 1984                                               | 1 792                                              | 243                                                | 210                                                |
| 1985                                               | 1 976                                              | 285                                                | 257                                                |
| 1986                                               | 1 696                                              | 267                                                | 285                                                |
| 1987                                               | 1 728                                              | 278                                                | 227                                                |
| 1988                                               | 1 745                                              | 298                                                | 259                                                |
| 1989                                               | 1 873                                              | 271                                                | 269                                                |
| 1990                                               | 1 845                                              | 251                                                | 277                                                |
| 1991                                               | 2 143                                              | 309                                                | 267                                                |
| 1992                                               | 1 973                                              | 312                                                | 257                                                |
| 1993                                               | 1 877                                              | 309                                                | 295                                                |
| 1994                                               | 1 767                                              | 315                                                | 230                                                |
| 1995                                               | 1 860                                              | 258                                                | 201                                                |
| 1996                                               | 2 218                                              | 303                                                | 312                                                |
| 1997                                               | 2 214                                              | 249                                                | 236                                                |
| 1998                                               | 2 289                                              | 312                                                | 306                                                |
| 1999                                               | 1 130                                              | 232                                                | 189                                                |
| 2000                                               | 1 146                                              | 265                                                | 166                                                |
| 2001                                               | 1 240                                              | 248                                                | 182                                                |
| 2002                                               | 1 100                                              | 296                                                | 201                                                |
| 2003                                               | 1 113                                              | 282                                                | 170                                                |
| 2004                                               | 1 242                                              | 258                                                | 168                                                |
| 2005                                               | 1 083                                              | 343                                                | 244                                                |
| 2006                                               | 1 168                                              | 257                                                | 200                                                |
| 2007                                               | 1 247                                              | 282                                                | 218                                                |
| 2008                                               | -                                                  | -                                                  | -                                                  |
| 2009                                               | 1 528                                              | 338                                                | 250                                                |
| 2010                                               | -                                                  | -                                                  | -                                                  |
| 2011                                               | -                                                  | -                                                  | -                                                  |
| 2012                                               | 1 774                                              | 289                                                | 270                                                |
| 2013                                               | 1 531                                              | 331                                                | 210                                                |
| 2014                                               | 1 644                                              | 127                                                | 130                                                |
| 2015                                               | 1 505                                              | 325                                                | 191                                                |
| 2016                                               | 1 305                                              | 268                                                | 161                                                |
| 2017                                               | 1 322                                              | 288                                                | 209                                                |
| 2018                                               | 1 432                                              | 344                                                | 206                                                |
| 2019                                               | 1 352                                              | 336                                                | 240                                                |
| 2020                                               | 988                                                | 126                                                | 113                                                |
| 2021                                               | -                                                  | -                                                  | -                                                  |
| 2022                                               | 1 238                                              | 350                                                | 285                                                |
| 2023                                               | 1 394                                              | 310                                                | 277                                                |
| 2024                                               | 1 271                                              | 345                                                | 259                                                |

0,0: Denderleeuw ·
1,9: Iddergem ·
4,4: Okegem ·
7,5: Ninove ·
10,2: Eichem ·
12,1: Appelterre ·
13,4: Zandbergen ·
16,1: Idegem ·
17,8: Schendelbeke ·
21,7: Geraardsbergen ·
23,2: Overboelare ·
26,3: Acren · 
28,7: Lessen ·
29,8: Houraing ·
31,8: Papignies ·
33,5: La Cavée ·
35,4: Rebaix ·
39,9: Aat ·
42,1: Maffle ·
45,0: Mévergnies-Attre ·
46,5: Brugelette ·
48,3: Cambron-Casteau ·
52,1: Lens ·
55,6: Jurbeke ·
58,0: Erbisœul ·
66,7: Baudour ·
71,8: Saint-Ghislain